# Osiedle Oświecenia (Kraków)
Osiedle Oświecenia – osiedle Krakowa wchodzące w skład Dzielnicy XV Mistrzejowice, niestanowiące jednostki pomocniczej niższego rzędu w ramach dzielnicy. Powstało w latach 1987–1999 (pierwsze 30 budynków mieszkalnych wybudowanych w technologii wielkopłytowej), jednak nadal jest rozbudowywane.

## Położenie
Osiedle zlokalizowane jest na granicy dawnych dzielnic Śródmieścia i Nowej Huty, 3 km od centrum miasta. Usytuowanie osiedla na Wzgórzach Mistrzejowickich podnosi jego walory klimatyczne i widokowe. Osiedle sąsiaduje:
- od południa – z osiedlem Akademickim Politechniki Krakowskiej
- od wschodu – z osiedlem Tysiąclecia i Parkiem Tysiąclecia
- od północy – z osiedlem Srebrnych Orłów i osiedlem Złotego Wieku
- od zachodu – z dzielnicą Prądnik Czerwony

W pobliżu znajdują się:
- Lotniczy Park Kulturowy wraz z Pasem Startowym Czyżyny-Rakowice i Muzeum Lotnictwa Polskiego w Krakowie
- Krakowski Park Technologiczny
- C.H. Krokus
- C. H. Serenada[1]
- Park Wodny
- market OBI
- Multikino
- biurowce Rondo Business Park i Quattro Business Park
- czterogwiazdkowy hotel „Swing”
- kościół św. Maksymiliana Marii Kolbego na granicy z osiedlem Tysiąclecia

## Edukacja
- Publiczna Szkoła Podstawowa nr 130 im. Jana Brzechwy
- Publiczne Gimnazjum nr 39 im. Józefa Dietla
- Szkoła językowa
- Ośrodek szkolenia kierowców

## Sport
- W maju 2004 z inicjatywy młodych mieszkańców osiedla powstał klub rugby – RC Oświecenia, który dziś istnieje jako NHRK Kraków
- Boisko wielofunkcyjne

## Komunikacja
Osiedle posiada bardzo dobre połączenia komunikacyjne z innymi rejonami miasta, w szczególności z południowej strony (kilkanaście linii autobusowych MPK). Na północy, przy osiedlu znajduje się pętla tramwajowa MPK (osiedle Tysiąclecia) i dworzec autobusowy MPK (osiedle Złotego Wieku).

## Handel i usługi
- urząd Poczty Polskiej
- agencja banku i dwa bankomaty
- niepubliczny zakład opieki zdrowotnej i dwa gabinety stomatologiczne
- kilka aptek
- dyskont spożywczy i kilkanaście sklepów spożywczych i innych
- wiele zakładów usługowych, w tym między innymi:
  - kilka salonów fryzjerskich, gabinet kosmetyczny i solarium
  - bar mleczny oraz puby
  - studia fotograficzne
  - biuro turystyczne
  - osiedlowa telewizja i sieć internetowa
  - usługi księgowe, budowlane etc.
  - biuro nieruchomości

## Obiekty sakralne
- Kapliczka Matki Boskiej Łaskawej

## Galeria

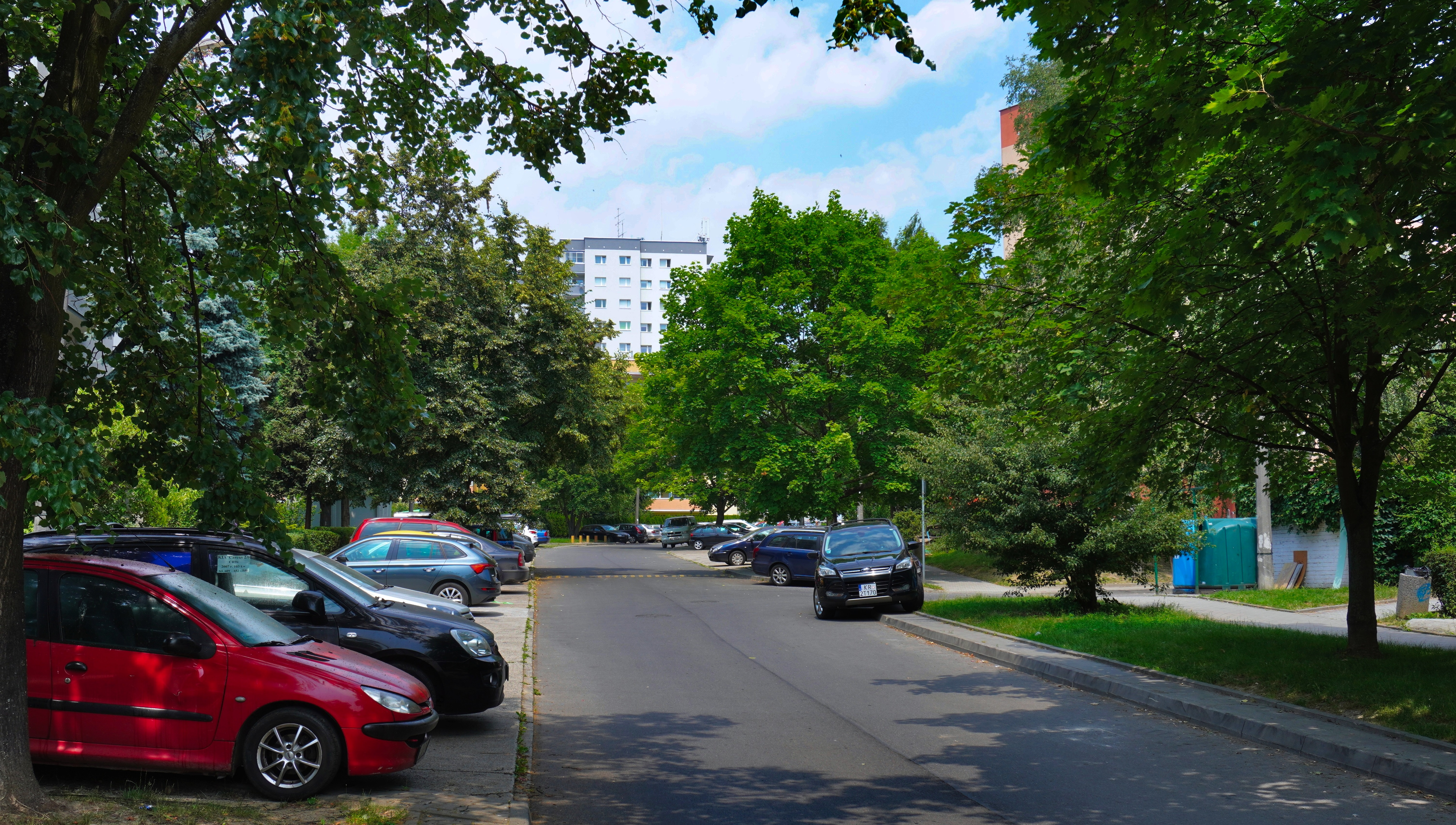
Wnętrze osiedla, ulica Franciszka Zabłockiego, widok na północ
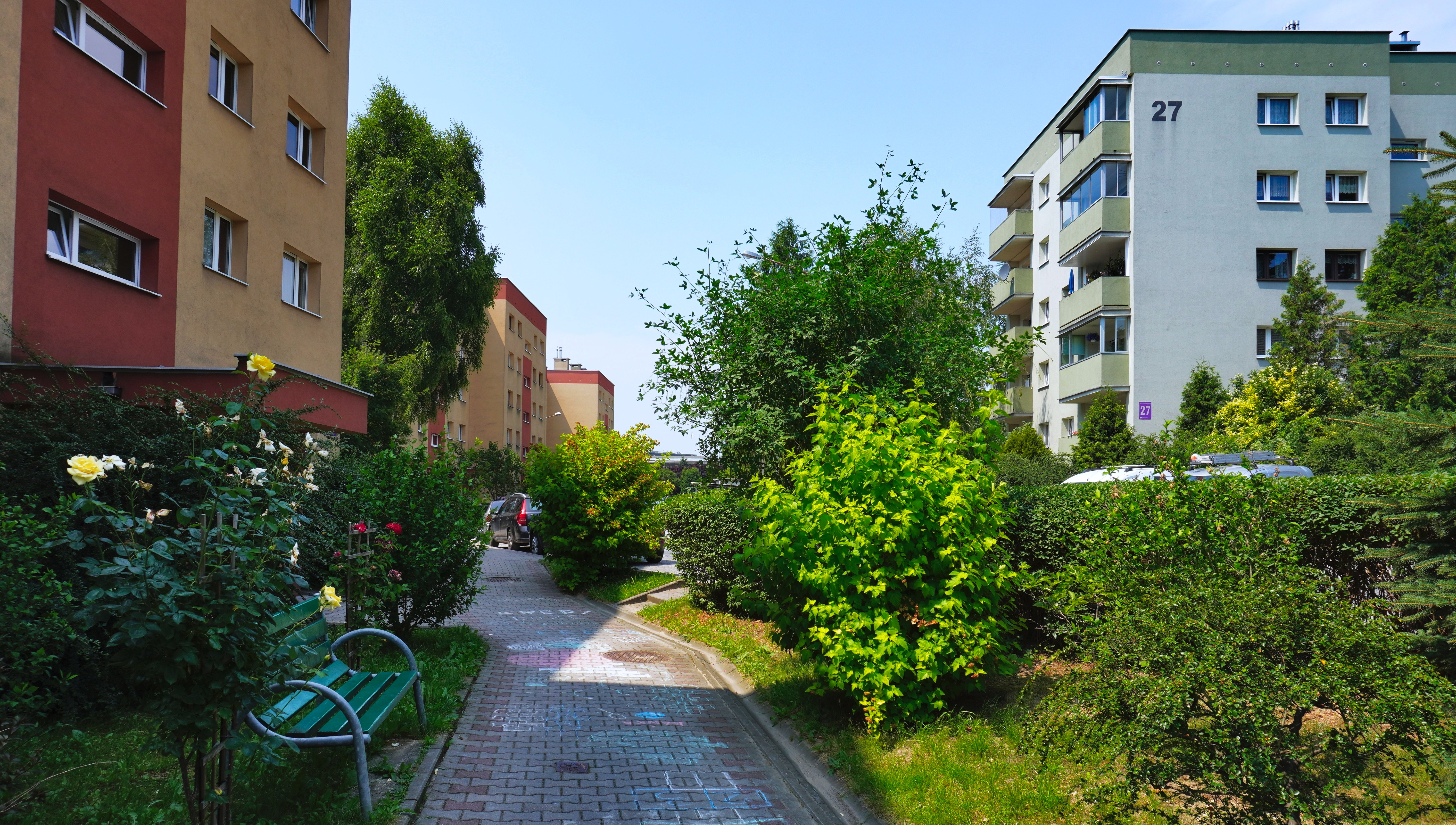
Wnętrze osiedla, bloki czteropiętrowe 24 i 27
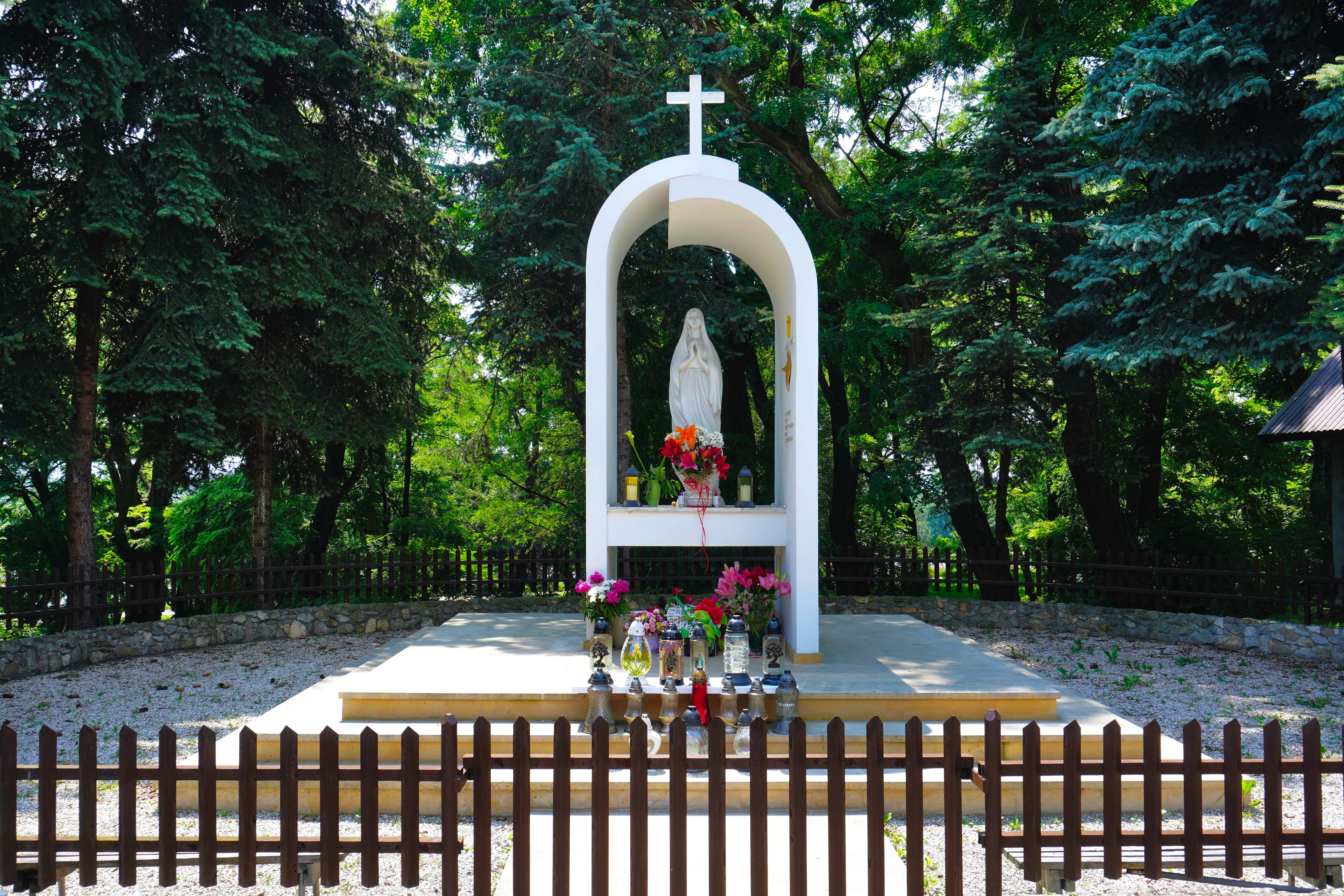
Kapliczka Matki Bożej Łaskawej w miejscu dawnej „Zielonej Budki”
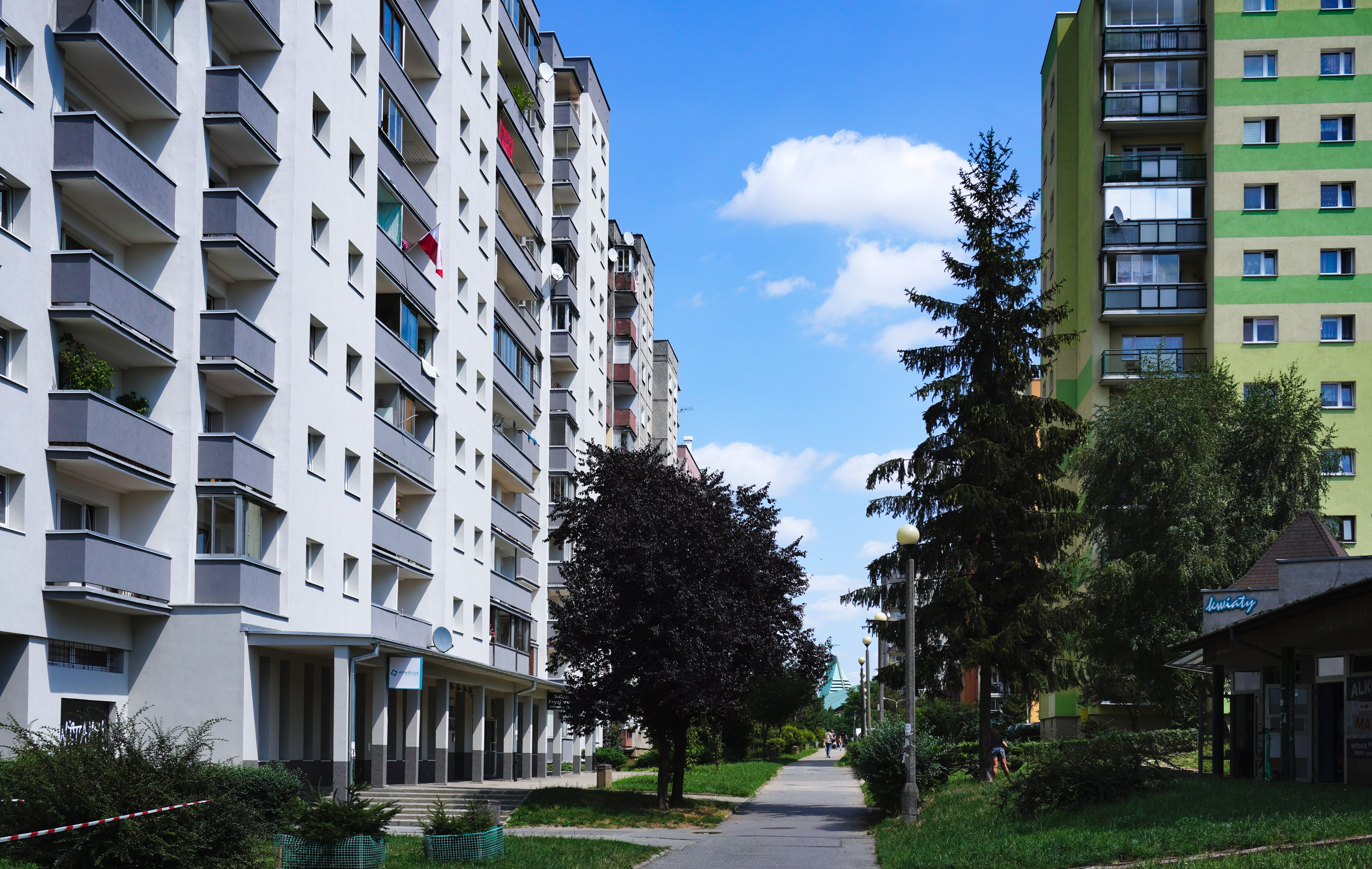
Wnętrze osiedla, os. Oświecenia 44 i 35, na osi alei Kościół św. Maksymiliana Kolbego
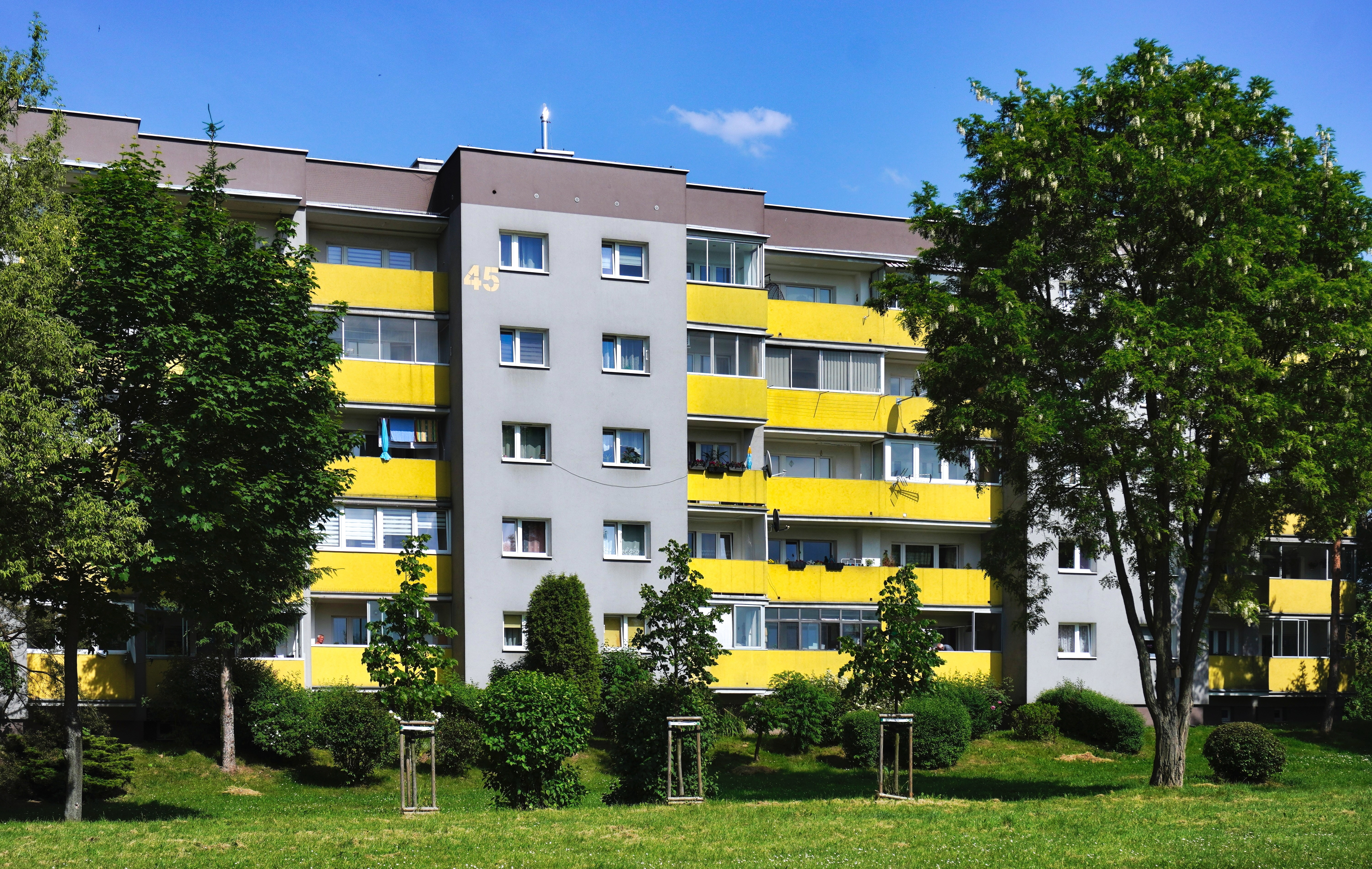
Wnętrze osiedla, os. Oświecenia 45
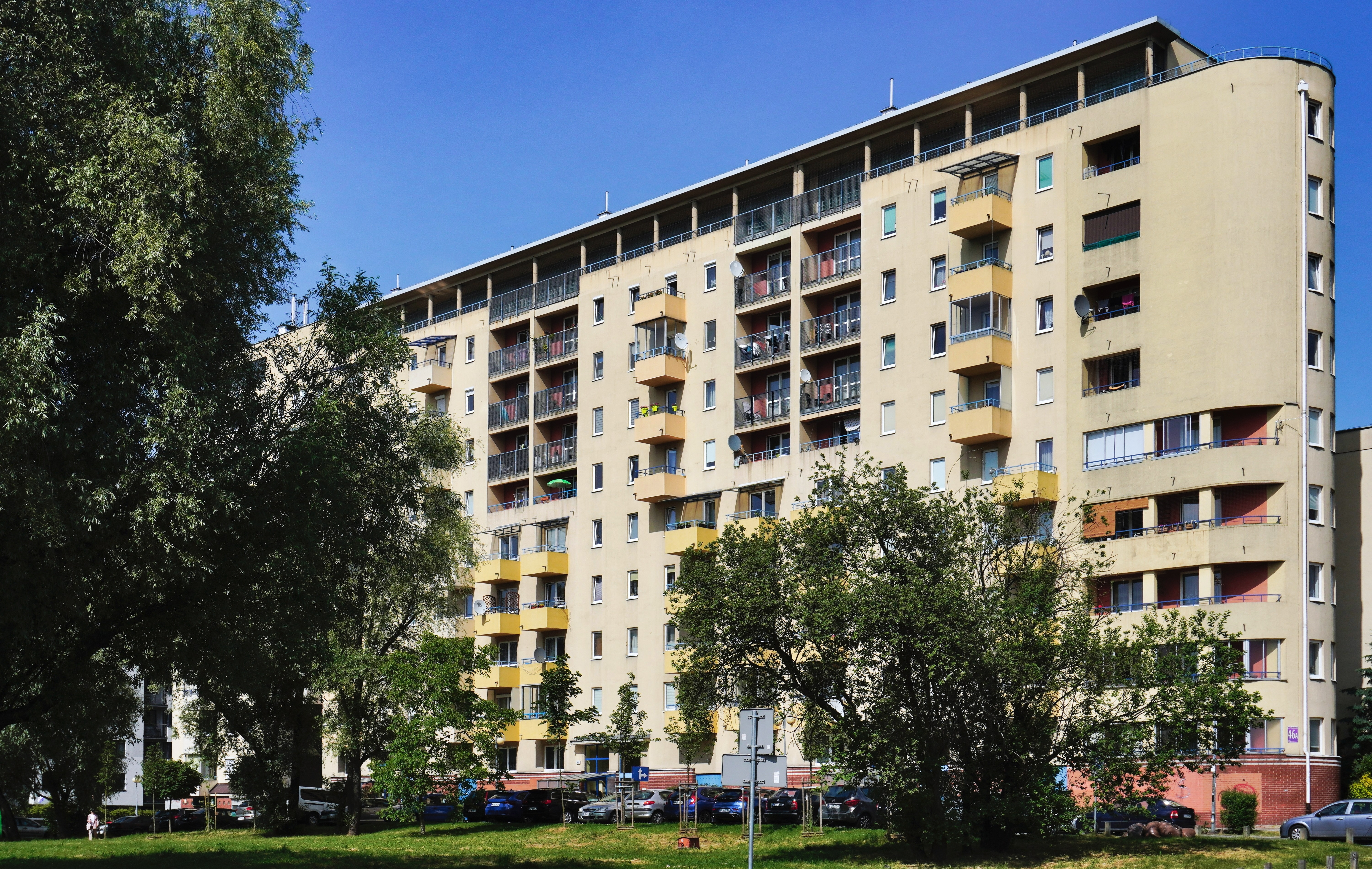
Wnętrze osiedla, os. Oświecenia 46A
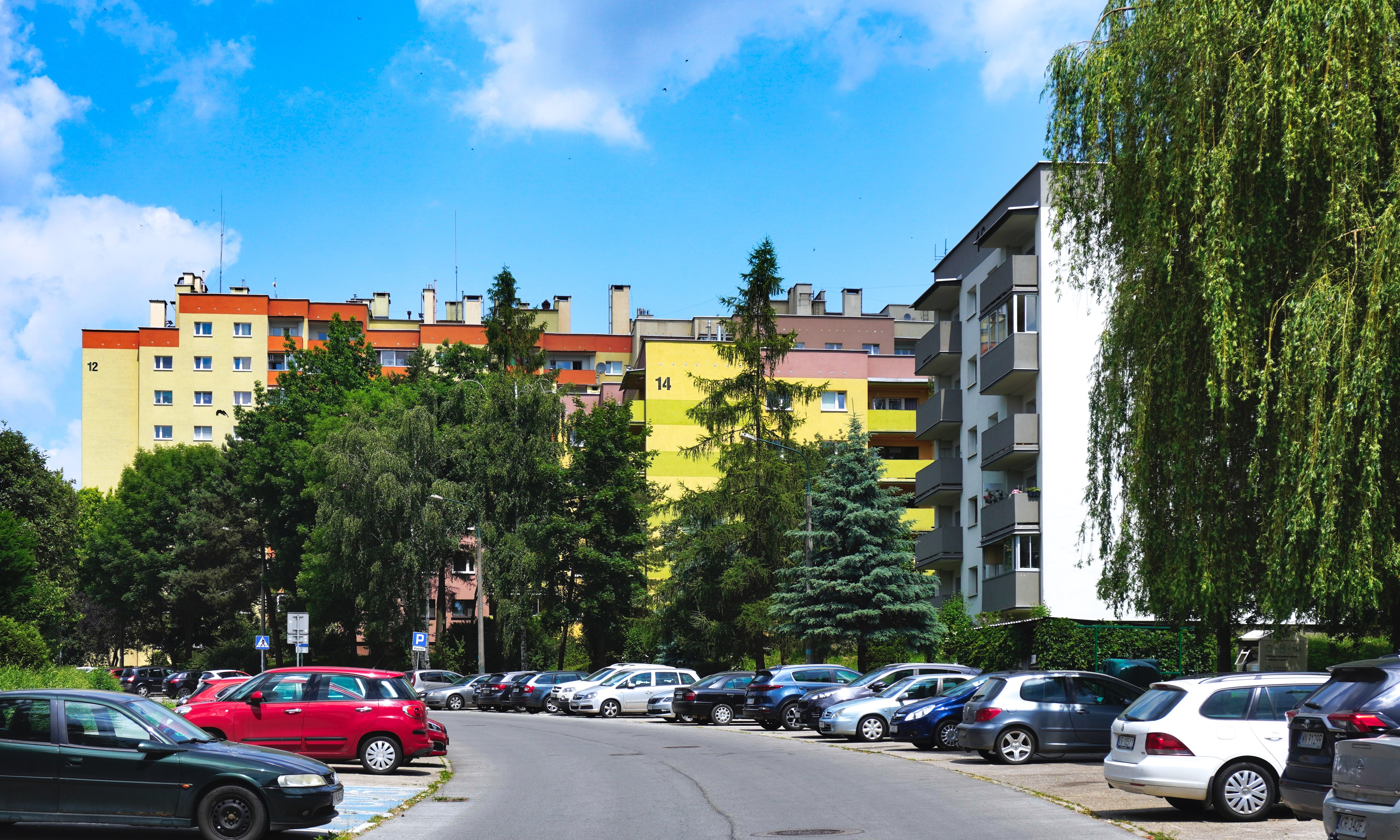
Ulica Franciszka Kniaźnina
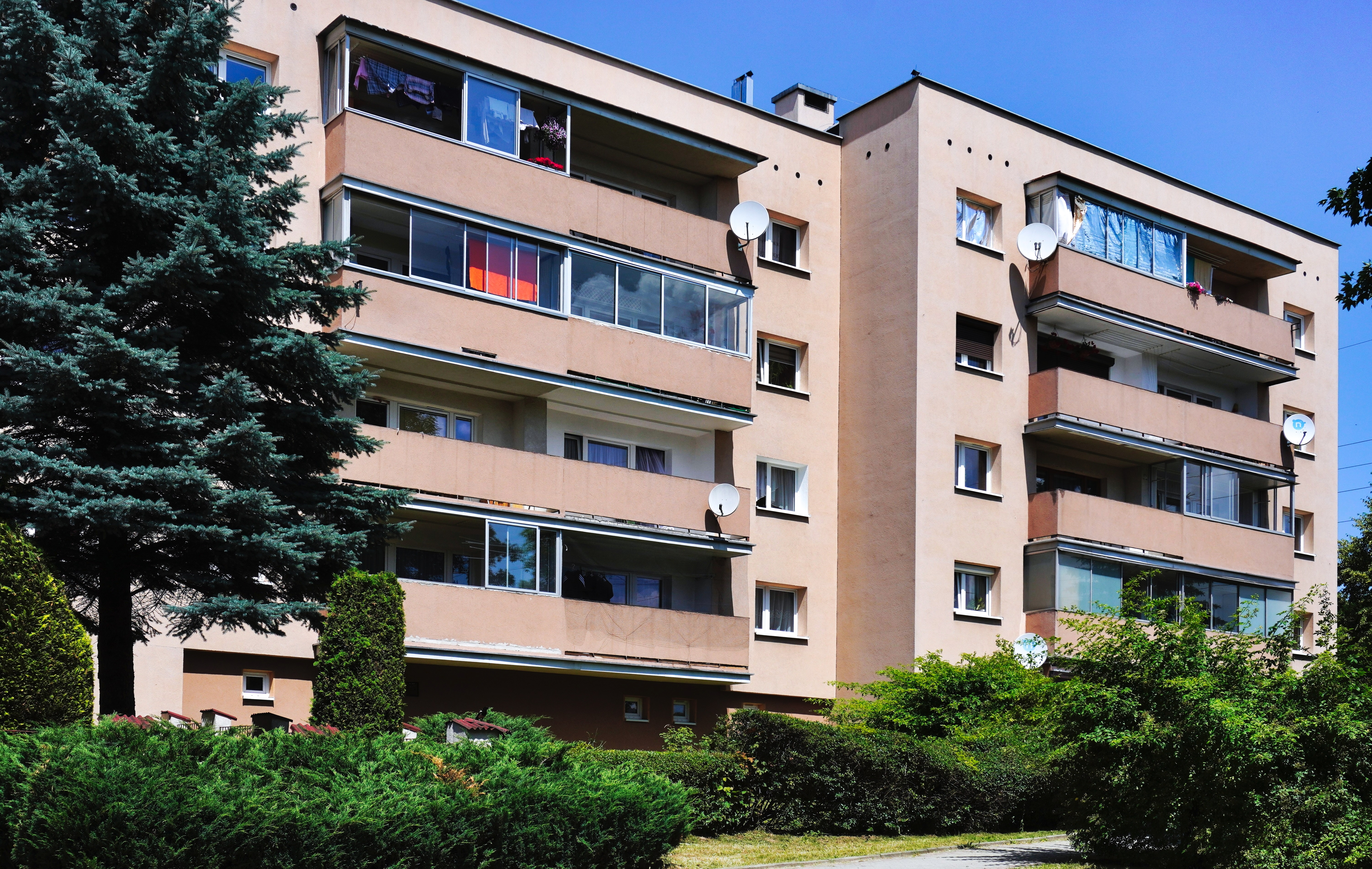
Wnętrze osiedla, os. Oświecenia 2
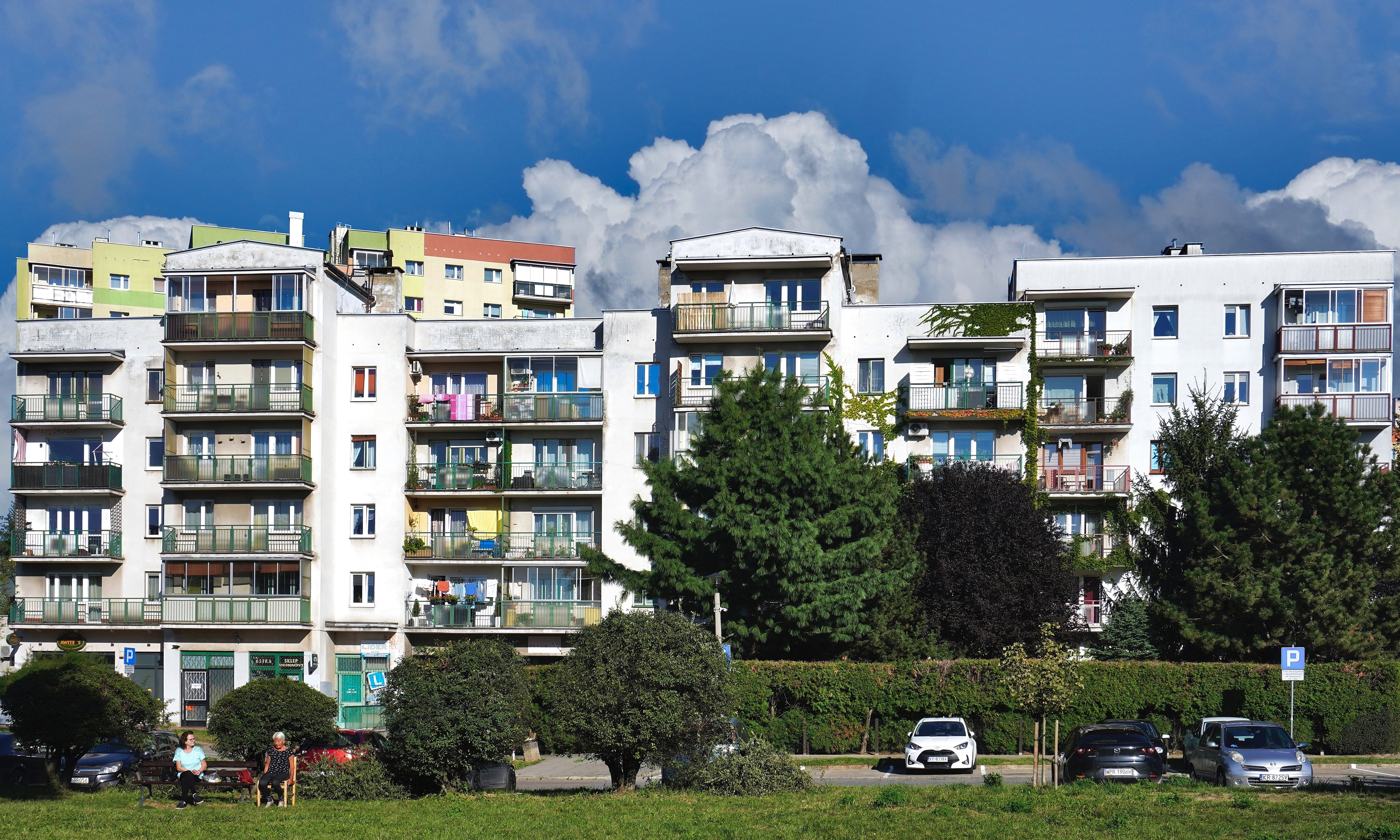
Wnętrze osiedla, os. Oświecenia 33
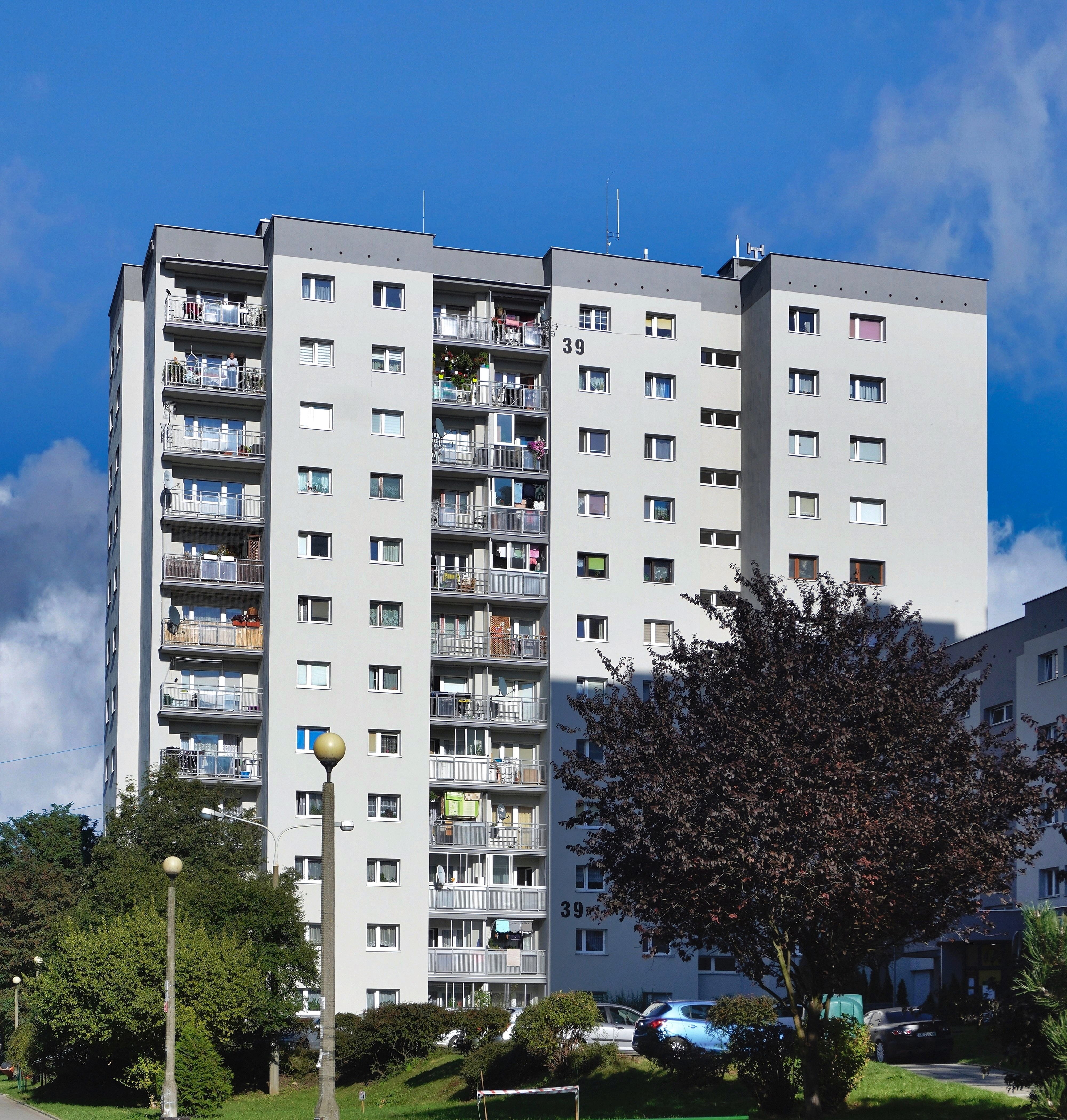
Wnętrze osiedla, os. Oświecenia 39
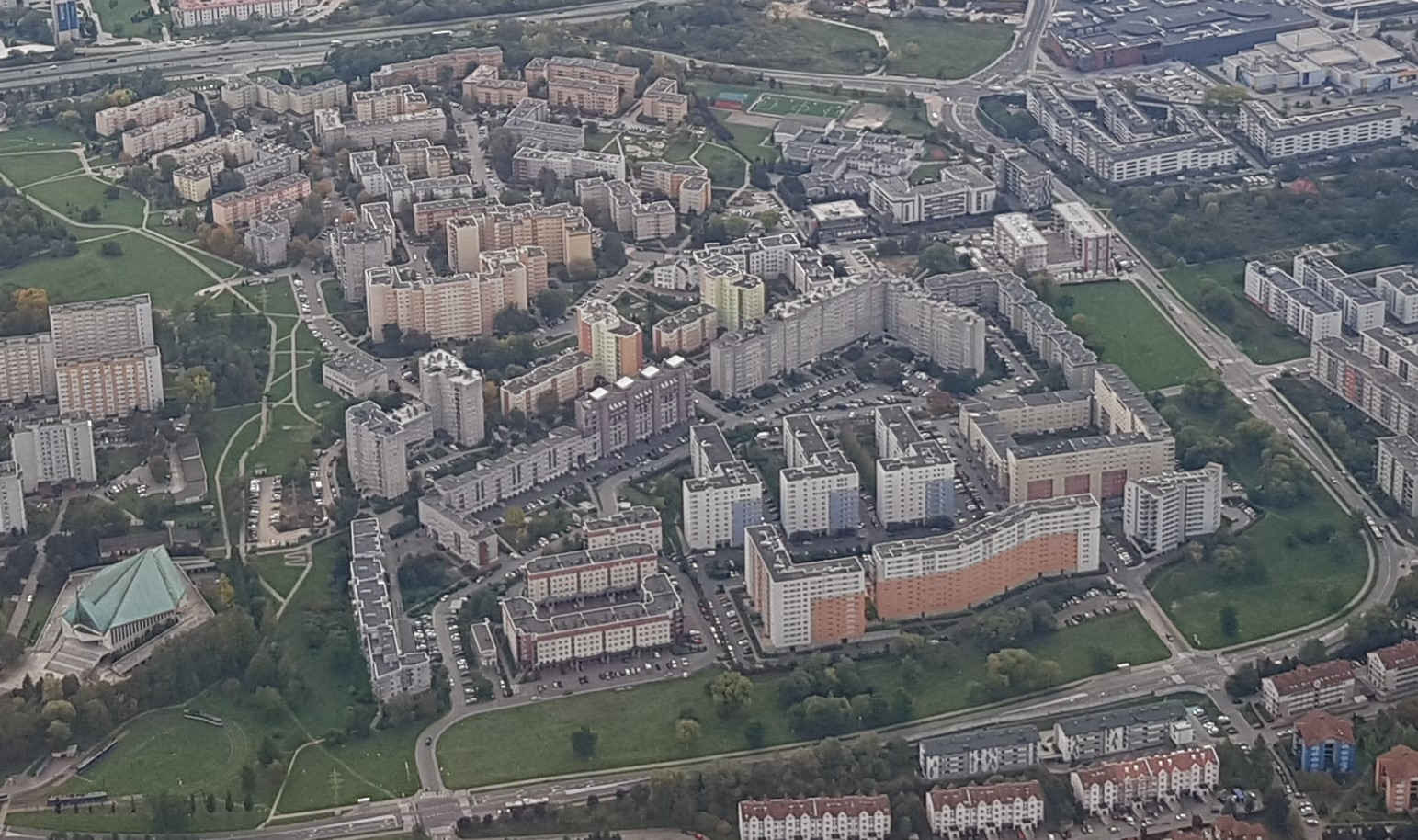
Osiedle widziane z lotu ptaka